# Clerinae
Sous-famille
Les Clerinae sont une sous-famille d'insectes coléoptères de la famille des Cleridae.

## Historique et dénomination
La sous-famille a été décrite par l'entomologiste français Pierre André Latreille en 1802.

### Synonymie
- Dieropsinae Winkler, 1964
- Cleropiestinae Winkler, 1980

## Taxinomie
Liste des genres
- Allonyx
- Aphelocerus
- Aphelochroa
- Aulicus
- Balcus
- Calendyma
- Caridopus
- Clerus
- Colyphus
- Corynommadius
- Dologenitus
- Dozocolletus
- Enoclerus
- Epiclines
- Evenoclerus
- Gyponyx
- Jenjouristia
- Languropilus
- Neorthrius
- Nonalatus
- Ohanlonella
- Omadius
- Opilo
- Orthrius
- Perilypus
- Pieleus
- Placopterus
- Priocera
- Pseudoastigmus
- Stigmatium
- Thanasimus
- Tillicera
- Trichodes
- Wilsonoclerus
- Xenorthrius
- Zenithicola

Un genre éteint
- Arawakis